# ساقية موسى
قرية ساقية موسى هي إحدى القرى التابعة لمركز أبو قرقاص بمحافظة المنيا في جمهورية مصر العربية. حسب إحصاءات سنة 2006، بلغ إجمالي السكان في ساقية موسى 8493 نسمة، منهم 4332 رجلا و4161 امرأة.